# Kami (Hyōgo)
Kami (香美町 Kami-chō?) es un pueblo localizado en la prefectura de Hyōgo, Japón. En junio de 2019 tenía una población estimada de 16.467 habitantes y una densidad de población de 44,7 personas por km². Su área total es de 368,77 km².

## Geografía

### Localidades circundantes
- Prefectura de Hyōgo
  - Toyooka
  - Yabu
  - Shin'onsen
- Prefectura de Tottori
  - Wakasa

## Demografía
Según datos del censo japonés, la población de Kami ha disminuido en los últimos años.
| Año del censo | Población |
| ------------- | --------- |
| 1995          | 24.298    |
| 2000          | 23.271    |
| 2005          | 21.439    |
| 2010          | 19.696    |
| 2015          | 18.070    |